# Ángel Martín González (escaquista)
|  | Per a altres significats, vegeu «Ángel Martín González». |

Ángel Martín González, nascut el 3 de gener de 1953, és un jugador d'escacs català, que té el títol de Mestre Internacional.
A la llista d'Elo de la FIDE del juliol de 2015, hi tenia un Elo de 2360 punts, cosa que en feia el jugador número 147 (en actiu) de l'estat espanyol. El seu màxim Elo va ser de 2455 punts, a la llista de gener de 1996 (posició 680 al rànquing mundial).

## Resultats individuals
Ha estat campió d'Espanya absolut en quatre ocasions, els anys 1976 (superant el GM Juan Manuel Bellón), el 1984 (superant el GM Miquel Illescas), el 1986 (superant el GM Jordi Magem) i el 2000 (superant l'MI Javier Moreno Carnero), i tres vegades subcampió, els anys 1972 per darrere de Fernando Visier, 1974 per darrere de Juan Manuel Bellón i 1979 per darrere de Manuel Rivas.
També ha estat sis vegades Campió de Catalunya absolut, els anys 1974, 1979, 1980, 1984, 1997 i 2000, i subcampió en tres ocasions, els anys 1986, 1992, i 1996. Fou a més Campió d'Espanya juvenil l'any 1972, campió de Catalunya juvenil l'any 1971, i subcampió el 1972.

### Resultats en competicions per equips
Va participar representant Espanya en les Olimpíades d'escacs en quatre ocasions, els anys 1976 a Haifa, el 1982 a Lucerna, el 1984 a Salònica i el 1986 a Dubai, i un cop a la Copa Clare Benedict, el 1977 a Copenhague.
El 2015 formà part del primer equip del Club Escacs Barcelona-UGA que guanyà la Divisió d'Honor del 2015, la màxima categoria de la Lliga Catalana d'Escacs.

## Obres
- Martín González, Àngel; López Manzano, Antonio. Federació Catalana d'Escacs. FCE: 75 Anys d'Història 1925-2000, 2001, pàg. 83. ISBN 84-607-1908-1.